# Guillaume de Pont-de-l'Arche
Guillaume de Pont-de-l'Arche est un évêque de Lisieux de la première moitié du XIIIe siècle.

## Biographie
Guillaume de Pont-de-l'Arche est membre de la famille aristocratique ralliée à Philippe Auguste.
Chanoine de Lisieux en 1200, il est élu évêque de Lisieux vers 1218, succédant à Jourdain du Hommet.
Il assiste en 1223 aux funérailles de Philippe Auguste et en 1231 aux assises royales de Bernay ainsi qu'à l'échiquier de Rouen. Il est présent en 1237 à la consécration du nouvel archevêque de Rouen Pierre de Colmieu.
Il donne sa démission à Eudes Rigaud le 16 mars 1250. Il se retire alors à l'abbaye de Bonport où il meurt en août.